# Tony Christie

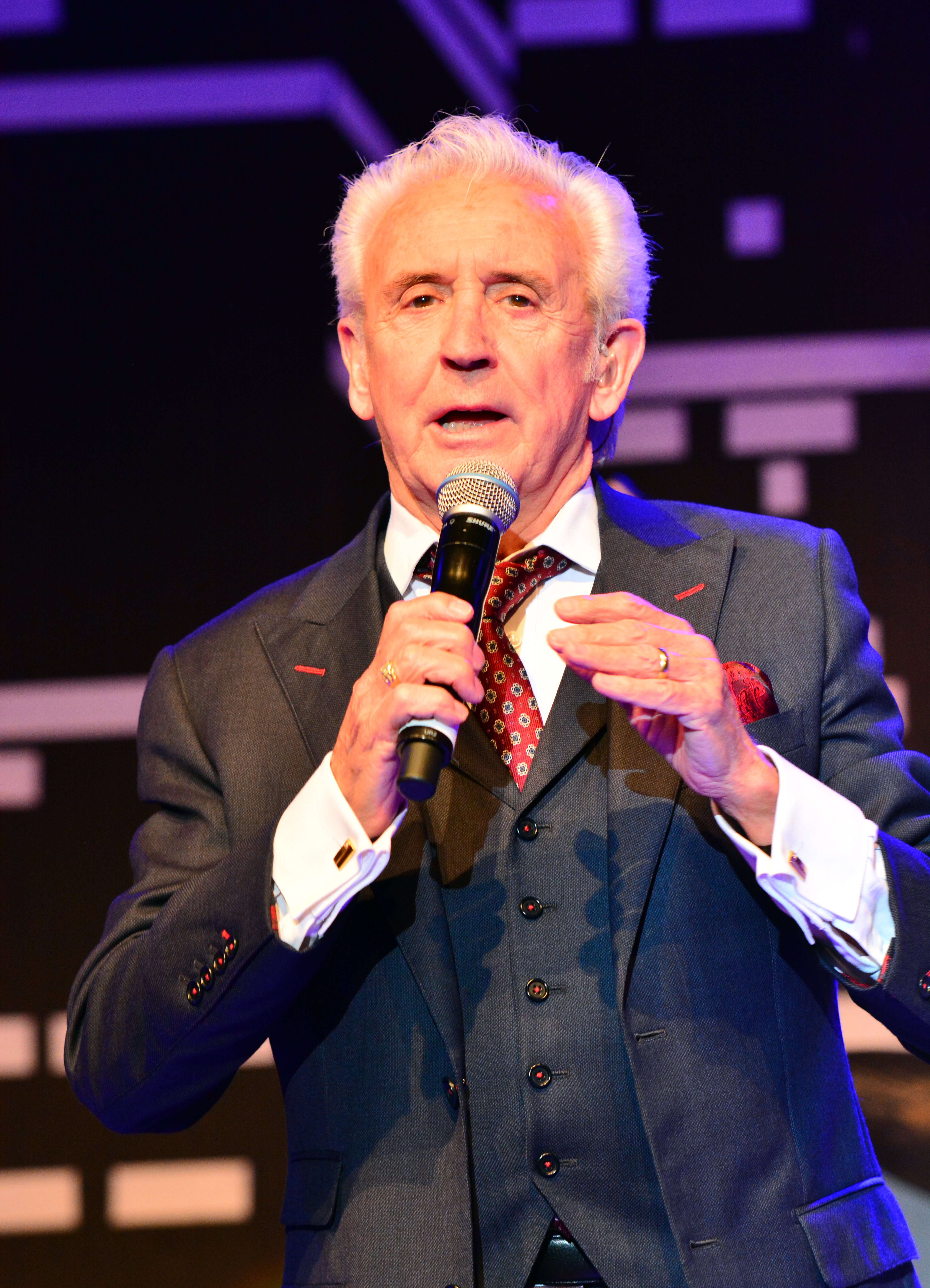
Tony Christie (2015)

Tony Christie (bürgerlich: Anthony Fitzgerald; * 25. April 1943 in Conisbrough, South Yorkshire) ist ein britischer Musiker, Sänger und Schauspieler.

## Biografie
Der Tenor Tony Christie veröffentlichte bereits im November 1967 Schallplatten, jedoch brachte ihm erst die im Januar 1971 bei MCA Records erschienene Single Las Vegas, komponiert und produziert vom Autorenteam Mitch Murray und Peter Callander, den Durchbruch. Viele der nachfolgenden Singles und LPs wurden von diesem Team komponiert und produziert. Seine größten Hits in den 1970er Jahren waren (Is This the Way To) Amarillo? und I Did What I Did for Maria (beide 1971).
In den 1980er Jahren blieben weitere kommerzielle Erfolge aus. In Deutschland hatte Christie ab 1990 wieder einige Erfolge, insbesondere mit beiden von Jack White produzierten Alben Welcome to My Music (1991) und Welcome to My Music 2 (1992). 1999 kam es zu einem Comeback in Großbritannien, als er zusammen mit The All Seeing I und einer Neuaufnahme von Walk Like a Panther in die Top Ten der Singlecharts zurückkehrte.
Im März 2005 gelang Christie sein zweiter Nummer-eins-Hit in Großbritannien. 34 Jahre nach der Erstveröffentlichung wurde (Is This the Way To) Amarillo? zur offiziellen Single der Benefizaktion Comic Relief bestimmt und stieg am 26. März 2005 auf Platz 1 der britischen Charts ein. Gleichzeitig erschien das Best-of-Album The Definitive Collection, das sieben Wochen auf Platz 1 der Charts stand und mit Doppelplatin ausgezeichnet wurde. 2006 erschien ein Album namens Simply in Love. Im November 2008 folgte mit Made in Sheffield ein weiteres Studioalbum.
Im Juni 2009 trat Tony Christie erstmals beim jährlich veranstalteten Glastonbury Festival auf. 2011 erschien das Album Now’s the Time, 2012 das Album Best Of – Die größten Hits aus 50 Jahren.
Im Oktober 2019 erschienen zeitgleich ein neues Album namens Pop Nonsense sowie seine erste offizielle Autobiografie namens Tony Christie - Der Sänger.
Das Jahr 2024 bedeutete für Tony Christie den Abschied von den deutschen Konzertbühnen. Im Mai 2024 ging er auf The Farewell Goodbye Tour, bereits im Februar erschien das dazugehörige Album namens We Still Shine bei Universal Music.

## Diskografie

### Studioalben
| Jahr | Titel                 | Höchstplatzierung, Gesamtwochen/‑monate, AuszeichnungChartplatzierungen (Jahr, Titel, Platzierungen, Wochen/Monate, Auszeichnungen, Anmerkungen) | Höchstplatzierung, Gesamtwochen/‑monate, AuszeichnungChartplatzierungen (Jahr, Titel, Platzierungen, Wochen/Monate, Auszeichnungen, Anmerkungen) | Höchstplatzierung, Gesamtwochen/‑monate, AuszeichnungChartplatzierungen (Jahr, Titel, Platzierungen, Wochen/Monate, Auszeichnungen, Anmerkungen) | Anmerkungen |
| Jahr | Titel                 | DE | AT | UK | Anmerkungen |
| ---- | --------------------- | --- | --- | --- | --- |
| 1971 | Tony Christie         | — | — | UK37 (1 Wo.)UK | Erstveröffentlichung: Juni 1971 Produzenten: Mitch Murray, Peter Callander                                           |
| 1973 | With Loving Feeling   | — | — | UK19 (2 Wo.)UK | Erstveröffentlichung: 1973 alternativer Albumtitel: Avenues and Alleyways Produzenten: Mitch Murray, Peter Callander |
| 1980 | Ladies’ Man           | DE30 (9 Wo.)DE | AT15 (1 Mt.)AT | — | Erstveröffentlichung: 1980 Produzent: Graham Sacher                                                                  |
| 1991 | Welcome to My Music   | DE7 Gold · (30 Wo.)DE | AT26 (7 Wo.)AT | — | Erstveröffentlichung: August 1991 Produzent: Jack White                                                              |
| 1992 | Welcome to My Music 2 | DE26 (13 Wo.)DE | — | — | Erstveröffentlichung: Oktober 1992 Produzent: Jack White                                                             |
| 2008 | Made in Sheffield     | — | — | UK91 (1 Wo.)UK | Erstveröffentlichung: 10. November 2008 mit Richard Hawley, Jarvis Cocker, Alex Turner, Róisín Murphy u. a.          |

Weitere Studioalben
- 1974: It’s Good to Be Me
- 1974: From America with Love
- 1975: I’m Not in Love
- 1981: Summer Wine
- 1982: Time and Tears
- 1983: As Long as I Have You
- 1983: Country Roads
- 1993: In Love Again
- 1994: Calypso and Rum
- 1996: This Is Your Day
- 1996: Island in the Sun
- 1998: Time for Love
- 2001: Weihnachten mit Tony Christie (mit SWR Big Band)
- 2002: Summerlove
- 2006: Simply in Love
- 2011: Now’s the Time!
- 2015: The Great Irish Songbook (mit Ranagri)
- 2019: Pop Nonsense

### Livealben
| Jahr | Titel | Höchstplatzierung, Gesamtwochen, AuszeichnungChartsChartplatzierungen (Jahr, Titel, Platzierungen, Wochen, Auszeichnungen, Anmerkungen) | Anmerkungen                                                                                                 |
| Jahr | Titel | UK | Anmerkungen                                                                                                 |
| ---- | ----- | --- | --- |
| 1975 | Live  | UK33 (3 Wo.)UK | Erstveröffentlichung: Mai 1975 aufgenommen im Sheffield Fiesta Club Dezember 1974 Produzent: Peter Sullivan |

Weitere Livealben
- 1972: Recital at the Festival „The Golden Orpheus ’72“
- 2005: Tony Christie at the V Festival – Live!

### Kompilationen
| Jahr | Titel                       | Höchstplatzierung, Gesamtwochen, AuszeichnungChartplatzierungen (Jahr, Titel, Platzierungen, Wochen, Auszeichnungen, Anmerkungen) | Höchstplatzierung, Gesamtwochen, AuszeichnungChartplatzierungen (Jahr, Titel, Platzierungen, Wochen, Auszeichnungen, Anmerkungen) | Anmerkungen                            |
| Jahr | Titel                       | DE | UK | Anmerkungen                            |
| ---- | --------------------------- | --- | --- | -------------------------------------- |
| 1976 | Best of Tony Christie       | — | UK28 (4 Wo.)UK | Erstveröffentlichung: Oktober 1976     |
| 1982 | Das Beste von Tony Christie | DE56 (2 Wo.)DE | — | Erstveröffentlichung: Oktober 1982     |
| 2005 | Definitive Collection       | — | UK1 ×2Doppelplatin · (23 Wo.)UK                                                                                                   | Erstveröffentlichung: 21. Februar 2005 |

Weitere Kompilationen
| - 1971: Las Vegas - 1971: The Very Best of Tony Christie - 1977: The Original - 1978: So Deep Is the Night - 1980: The Original Tony Christie - 1983: At His Best - 1985: The Hit Single Collection - 1985: Golden Greats - 1990: Castle Masters Collection - 1991: The Collection - 1991: Sweet September - 1993: The Best of Tony Christie (UK: Gold) - 1994: The Very Best of Tony Christie | - 1994: Seine großen Erfolge - 1995: Gold - 1997: Summer in the Sun - 1997: The Ultimate Collection - 1999: The Greatest Hollywood Movie Songs - 2000: Best Of - 2002: Worldhits & Love-Songs - 2005: Movies, Love & Hit Songs - 2005: Christmas with Christie - 2008: The Essential Collection - 2012: Best Of – Die größten Hits aus 50 Jahren - 2015: 50 Golden Greats |

### Singles
| Jahr | Titel Album                                                     | Höchstplatzierung, Gesamtwochen/‑monate, AuszeichnungChartplatzierungen (Jahr, Titel, Album, Platzierungen, Wochen/Monate, Auszeichnungen, Anmerkungen) | Höchstplatzierung, Gesamtwochen/‑monate, AuszeichnungChartplatzierungen (Jahr, Titel, Album, Platzierungen, Wochen/Monate, Auszeichnungen, Anmerkungen) | Höchstplatzierung, Gesamtwochen/‑monate, AuszeichnungChartplatzierungen (Jahr, Titel, Album, Platzierungen, Wochen/Monate, Auszeichnungen, Anmerkungen) | Höchstplatzierung, Gesamtwochen/‑monate, AuszeichnungChartplatzierungen (Jahr, Titel, Album, Platzierungen, Wochen/Monate, Auszeichnungen, Anmerkungen) | Anmerkungen |
| Jahr | Titel Album                                                     | DE | AT | CH | UK | Anmerkungen |
| ---- | --------------------------------------------------------------- | --- | --- | --- | --- | --- |
| 1971 | Las Vegas Tony Christie                                         | — | — | — | UK21 (9 Wo.)UK | Erstveröffentlichung: 1971 Autor: Murray-Callander                                                                        |
| 1971 | I Did What I Did for Maria Tony Christie                        | DE4 (18 Wo.)DE | — | CH3 (12 Wo.)CH | UK2 (17 Wo.)UK | Erstveröffentlichung: Juni 1971 Autor: Murray-Callander                                                                   |
| 1971 | (Is This The Way To) Amarillo With Loving Feeling               | DE1 (22 Wo.)DE | — | CH3 (14 Wo.)CH | UK1 (41 Wo.)UK | Erstveröffentlichung: November 1971 Autoren: Howard Greenfield, Neil Sedaka                                               |
| 1972 | Don’t Go Down to Reno With Loving Feeling                       | DE5 (22 Wo.)DE | — | CH6 (8 Wo.)CH | — | Erstveröffentlichung: 1972 Autor: Murray-Callander                                                                        |
| 1972 | Avenues and Alleyways With Loving Feeling                       | DE34 (7 Wo.)DE | — | — | UK26 (7 Wo.)UK | Erstveröffentlichung: 1972 Autor: Murray-Callander                                                                        |
| 1976 | Drive Safely Darlin’ I’m Not in Love                            | — | — | — | UK35 (4 Wo.)UK | Erstveröffentlichung: 1976 Autor: Barry Mason                                                                             |
| 1979 | Sweet September Ladies’ Man                                     | DE16 (21 Wo.)DE | AT13 (2 Mt.)AT | CH7 (10 Wo.)CH | — | Erstveröffentlichung: 28. September 1979 Autoren: Heinz B.M., Phil Francis                                                |
| 1980 | Train to Yesterday Ladies’ Man                                  | DE52 (6 Wo.)DE | — | — | — | Erstveröffentlichung: 31. März 1980 Autoren: Fredrich Dorff, Robert Puschmann                                             |
| 1990 | Kiss in the Night Welcome to My Music                           | DE42 (13 Wo.)DE | — | — | — | Erstveröffentlichung: 1990 Autoren: Charles Blackwell, Jack White                                                         |
| 1991 | Moonlight and Roses Welcome to My Music                         | DE91 (2 Wo.)DE | — | — | — | Erstveröffentlichung: 1991 Autoren: Bernd Dietrich, Engelbert Simons Original: Steve Young, 1989                          |
| 1991 | Come with Me to Paradise Welcome to My Music                    | DE37 (8 Wo.)DE | AT25 (7 Wo.)AT | — | — | Erstveröffentlichung: 1991 Autoren: Charles Blackwell, Jack White                                                         |
| 1994 | Calypso and Rum Island in the Sun                               | DE96 (1 Wo.)DE | — | — | — | Erstveröffentlichung: 1994 Autoren: Jack White, Tony Christie                                                             |
| 1999 | Walk Like a Panther ’98 Pickled Eggs & Sherbet                  | — | — | — | UK10 (7 Wo.)UK | Erstveröffentlichung: 11. Januar 1999 mit The All Seeing I Autoren: Dean Honer, JP Buckle, Jarvis Cocker, Richard Barratt |
| 2005 | (Is This The Way To) Amarillo The Best of Peter Kay … So Far    | — | — | — | UK1 ×2Doppelplatin · (28 Wo.)UK | Erstveröffentlichung: 14. März 2005 mit Peter Kay Autoren: Howard Greenfield, Neil Sedak                                  |
| 2005 | (Is This The Way To) Amarillo No.1 Gold Selection Greatest Hits | DE25 (9 Wo.)DE | AT45 (4 Wo.)AT | — | — | Erstveröffentlichung: 1. August 2005 mit Hermes House Band Autoren: Big George, Ian Stringer                              |
| 2005 | Merry Xmas Everybody –                                          | — | — | — | UK49 (1 Wo.)UK | Erstveröffentlichung: 2005 Autor: unbekannt                                                                               |
| 2006 | (Is This The Way To) The World Cup –                            | — | — | — | UK8 (5 Wo.)UK | Erstveröffentlichung: 7. April 2006 Autoren: Big George, Ian Stringer                                                     |

grau schraffiert: keine Chartdaten aus diesem Jahr verfügbar
Weitere Singles
| - 1967: Turn Around - 1968: My Prayer - 1972: My Love Song - 1973: You Just Don’t Have the Magic Anymore - 1973: No vayas a Reno - 1974: Happy Birthday Baby - 1974: A Lover’s Question - 1974: If You Stay Too Long in Oklahoma - 1975: Easy to Love - 1975: If I Miss You Again Tonight - 1975: A Man Will Cry for His Woman - 1976: Queen of the Mardi Gras - 1977: On This Night of a Thousand Stars - 1977: Magdalena (mit Dana Gillespie) - 1977: Stolen Love - 1980: Mexico City - 1981: Put a Light in Your Window - 1981: Summer Wine - 1983: Te voglio mi’ amor’ (I Want You My Love) - 1983: This Is Our Lager | - 1984: Tony Christie (EP) - 1988: Keep On Dancin’ - 1990: September Love - 1991: Going to Havana - 1992: Arrivederci - 1992: Down in Mexico - 1992: You Are My Darling - 1993: Solitaire - 1993: Dancing in the Sunshine - 1994: Got to Be Mine (Remix) - 1995: We’re Gonna Stay Together (mit Vicky Leandros) - 1995: Moon Over Napoli - 1996: Oh mi amor - 1997: Hit Mix - 2002: Baby Come Back - 2005: Avenues & Alleyways - 2008: Born to Cry - 2010: Nobody in the World - 2011: Now’s the Time! |

## Auszeichnungen für Musikverkäufe
Anmerkung: Auszeichnungen in Ländern aus den Charttabellen bzw. Chartboxen sind in ebendiesen zu finden.
| Land/RegionAuszeichnungen für Musikverkäufe (Land/Region, Auszeichnungen, Verkäufe, Quellen) | Gold     | Platin     | Verkäufe  | Quellen           |
| -------------------------------------------------------------------------------------------- | -------- | ---------- | --------- | ----------------- |
| Deutschland (BVMI)                                                                           | Gold1    | —          | 250.000   | musikindustrie.de |
| Vereinigtes Königreich (BPI)                                                                 | Gold1    | 4× Platin4 | 1.900.000 | bpi.co.uk         |
| Insgesamt                                                                                    | 2× Gold2 | 4× Platin4 |           |                   |

## Künstlerauszeichnungen
RSH-Gold
- 1991: in der Kategorie „Comeback des Jahres“

## Filmografie
- 1970: XIIe europese Beker voor zangvoordracht (Fernsehserie)
- 1978: Blackpool Bonanza (Fernsehserie, Episode #1.6)
- 2005: T4 on the Beach (Fernsehfilm) – als er selbst
- 2005: Chartbreak Hotel (Fernsehfilm) – als Gastmusiker